# Leon Tuck
Leon Parker Tuck (Winchester,       Massachusetts,          1891. május 25. –  Boston, Massachusetts, 1953. szeptember 2.) olimpiai ezüstérmes amerikai        jégkorongozó védő.
Tagja volt az amerikai férfi jégkorong-válogatottnak az 1920-as nyári olimpián, ahol a csapat ezüstérmes lett. Az elődöntőben 2–0-ra kaptak ki a kanadai férfi jégkorong-válogatott-tól (akik később megnyerték a tornát), ezért körmérkőzést játszottak az ezüstéremért, ahol előbb a svéd férfi jégkorong-válogatottat, majd a csehszlovák férfi jégkorong-válogatottat verték nagy arányban.
1915-ben diplomázott a Dartmouth College-on, ahol szintén jégkorongozott. Harcolt az első világháborúban, Franciaországban. Utána amatőr játékosként Massachusetts államban játszott, és edző lett a volt főiskoláján 3 évig 1921 és 1924 között, ahol sikeres volt. Megélhetését üzletemberként teremtette meg.